# Krishna Raja Wadiyar IV
Krishna Raja Wadiyar IV (Mysore, 4 giugno 1884 – Bangalore, 3 agosto 1940) fu maharaja di Mysore dal 1902 al 1940.
Egli è ricordato come uno dei più celebrati tra i principi indiani sotto il governo britannico. Al momento della sua morte egli era uno degli uomini più ricchi del mondo, con una fortuna stimata nel 1940 in circa 400.000.000 di dollari, equivalenti attualmente a 1.000.000.000 di dollari.
Egli fu un re-filosofo come venne definito da Paul Brunton, espressione vivente delle teorie di Platone sul buon governo. Egli venne paragonato all'Imperatore Ashoka dallo statista inglese Lord Samuel. Mahatma Gandhi lo definì Rajarshi, o "re santo", ed il suo regno venne popolarmente definito come Rama Rajya, un regno ideale per Rāma.
Krishna IV era inoltre il 24º regnante del Mysore della dinastia Wodeyar.

## I primi anni
Krishna nacque il 4 giugno 1884 al palazzo reale di Mysore. Egli era il maggiore dei figli di Maharaja Chamaraja Wadiyar IX e di sua moglie, Maharani Vani Vilas Sannidhana. Dopo la morte del padre a Calcutta nel 1894, la madre di Krishna gli fu reggente sino a quando egli raggiunse la maggiore età.
Il piccolo Maharaja ebbe la propria prima educazione nel palazzo di Lokaranjan sotto la direzione di P. Raghavendra Rao. Oltre agli studi occidentali, Krishna apprese il Kannada ed il Sanscrito, oltre a coltivare la passione per l'ippica e per la musica classica occidentale e indiana. I suoi primi rudimenti amministrativi gli pervennero da Sir Stuart Fraser del Servizio Civile di Bombay. Egli studiò anche giurisprudenza compiendo anche grandi gite per lo stato al fine di conoscere la natura del paese che avrebbe dovuto reggere.

## L'ascesa al trono e le grandi riforme
Egli ottenne ufficialmente la corona l'8 febbraio 1902 quando sua madre, data la sua maggiore età, dimise la reggenza e lasciò il solo figlio sul trono. La sua ascesa al trono, come era consuetudine, venne approvata dall'allora Viceré d'India inglese, Lord Curzon con atto dell'8 agosto 1902 e la cerimonia della sua incoronazione avvenne nel Jagan Mohan Palace (attualmente Jayachamarajendra Art Gallery).
Sotto il suo governo, Krishnaraja Wodeyar ebbe come proprio Diwan Sir M. Vishweshwariah che contribuì a trasformare Mysore in uno dei più progressivi e moderni statu indiani del suo tempo. Sotto il governo del Maharaja, Mysore divenne sede di numerose industrie oltre ad ampliare il settore dell'educazione, dell'agricoltura e dell'arte. il re era inoltre molto appassionato di musica e come i suoi predecessori patrocinò le belle arti. Per questo il suo regno ancora oggi viene descritto dagli storici come corrispondente all'Era d'Oro di Mysore.
Krishna divenne anche primo cancelliere della Banaras Hindu University e della University of Mysore, ed in particolare si preoccupò dell'andamento di quest'ultima, considerata la prima vera e propria università fondata in india. L'Indian Institute of Science di Bangalore venne fondato durante il suo regno con il dono, nel 1911, di 1.5 km² di terre a disposizione per i vari studi di agricoltura e biologia. Egli fu patrono della musica carnatica indiana.
Mysore fu anche il primo stato ad avere una propria assemblea rappresentativa nel 1881, ma fu durante il regno di Krishna Raja Wadiyar IV che tale assemblea venne allargata e divenne bicamerale nel 1907 con la creazione di un consiglio legislativo. Durante il suo regno Mysore divenne il primo stato a generare energia idroelettrica in Asia e Mysore fu la prima città ad ottenere l'illuminazione pubblica nelle strade, a partire dal 5 agosto 1905.
Durante i suoi 46 anni di regno come Maharaja, Krishna IV ebbe al governo i seguenti primi ministri (conosciuti col nome tradizionale di Diwan):
1. Sir K. Seshadri Iyer (1883-1901)
2. P.N. Krishnamurthy (1901-06)
3. V.P. Madhava Rao (1906-09)
4. T. Ananda Rao (1909-1912)
5. Sir M. Visvesvaraya (1912-19)
6. Sir M. Kantha Raje Urs (1919-22)
7. Sir Albion Banerjee (1922-26)
8. Sir Mirza Ismail (1926-41)

Durante la sua reggenza del trono, egli lavorò sodo per alleviare le sofferenze dei poveri e migliorare la ricostruzione rurale, la sanità pubblica, l'industria e l'economia.

## Patrono della musica carnatica e delle belle arti
La conoscenza del sanscrito incoraggiò il Raja alla diffusione per sua iniziativa della letteratura nel paese. Prosperò nel contempo anche lo yoga attraverso Sri Tirumalai Krishnamacharya e la pittura. Come già evidenziato, il Raja era un profondo conoscitore della musica carnatica e di quella induista. e sapeva suonare otto strumenti (flauto, violino, sassofono, pianoforte, mridangam, nadaswara, sitar e veena) e si esibiva sovente in concerti anche per la corte. Kadri Gopalnath venne influenzato dalla sua passione per la musica e divenne un virtuoso del sassofono. Alla sua corte, inoltre, fu ospite dal 1919 al 1930 Barkatullah Khan, uno dei più grandi suonatori di sitar indiani di tutti i tempi. Molti compositori fiorirono alla sua corte come Veena Shamanna, Veena Sheshanna, Mysore Karigiri Rao, Veena Subbanna, Bidaram Krishnappa, Mysore Vasudevacharya, Veena Subramanaya Iyer, Dr Muthiah Bhagavatar, Veena Shivaramiah, Veena Venkatagiriappa, Belakawadi Srinivasa Iyengar, Chikka Rama Rao, Mysore T.Chowdiah, B.Devendrappa, Gottuvadyam Narayana Iyengar, Tiruvayyar Subramaya Iyer e molti altri.

## Mahatma Gandhi ed il Maharaja
Mahatma Gandhi scrisse a Navajivan l'8 febbraio 1925: "Sua altezza il Maharaja di Mysore ha preso il via. Questa notizia non può che rallegrare i cuori di quanti hanno il piacere di contemplarlo ... Mi sono congratulato personalmente con il Maharaja e spero che egli non voglia smettere mai di proseguire in questa linea sino alla sua morte, perché così facendo farà sempre un immenso bene per i suoi sottoposti."
Mahatma Gandhi fu ospite del Maharaja nel 1927 e nel 1936. Egli risiedette a Nandi Hill per recuperare la sua cagionevole salute. Durante il 1927, lo stato stava celebrando il giubileo d'argento del Maharaja. Gandhi venne invitato a prendere parte ai festeggiamenti ma le sue condizioni di salute glielo impedirono.

## Gli ultimi anni
Krishna Raja Wadiyar IV morì il 3 agosto 1940 e lasciò il trono a suo nipote Jayachamaraja Wodeyar Bahadur che sarà l'ultimo dei Maharaja di Mysore. Con lui si concludeva una grande epoca di splendore e di grande ricchezza per questa parte del paese. Molti monumenti a Mysore parlano di questa età d'oro tra cui il grande palazzo reale costruito tra il 1897 ed il 1912, che è attualmente uno dei più grandi di tutta l'India.

## Matrimonio
Il 6 giugno 1900, egli sposò Maharani Lakshmivilasa Sannidhana Sri Pratapa Kumari Ammani Avaru (n.1889), figlia minore di Rana Sri Bane Singhji Sahib, Rana Sahib di Vana nel Kathiawar, attualmente nello stato di Gujarat.